# ヴェングリニェツ - ロースラウ線
ヴェングリニェツ - ロースラウ線（ドイツ語: Bahnstrecke Węgliniec–Roßlau）はポーランドのドルヌィ・シロンスク県ヴェングリニェツとドイツのザクセン＝アンハルト州ロースラウを結ぶ電化された幹線鉄道である。この路線はブロツワフ - マグデブルク間鉄道の一部としてベルリン＝アンハルト鉄道会社（Berlin-Anhaltische Eisenbahn-Gesellschaft, BAE）および上ラウジッツ鉄道会社（Oberlausitzer Eisenbahn-Gesellschaft）により建設された。主要経由地はニースキ、ホイエルスヴェルダ、ファルケンベルク、ルターシュタット・ヴィッテンベルクである。

## 歴史

### ベルリン＝アンハルト鉄道会社、上ラウジッツ鉄道会社、国有化
ベルリン - コェーテン間はBAE本線の一部分に当たる。デッサウ - コースヴィヒ間はまず1841年8月18日に、ヴィッテンベルク-コースヴィヒ間は、同年8月28日開通された。競争企業の成長のため、BAEは変化する交通需要に適応するよう、新線を建設した。ヴィッテンベルク - ビッターフェルト直通区間が開業された後に、ヴィッテンベルク - ロースラウ間の重要度は低くなった。
一方上ラウジッツ鉄道は1874年6月1日にコールフルト（現在ヴェングリニェツ） - ファルケンベルク区間を開通した。残りの区間は1875年10月15日にBAEにより開業された。1878年上ラウジッツ鉄道はコールフルト - ファルケンベルク区間の運営権をBAEに引き渡した。1882年5月1日にこの路線の運営権はプロイセン王立鉄道により引き受けられた。

### ドイツ国営鉄道
1945年4月20日にピーステリッツ駅の空襲でタンク車2両と窒素工場で相当な被害が発生した。爆発はとても強力で、タンク車の車輪と軸が500 m距離の道路まで横滑りするほどであった。戦争が終わった後に、この路線はオーデル・ナイセ線により新たに分割されて、ハーブ駅コールフルト駅はヴェングリニッツ駅に改称された。貨物運送の場合、この路線は重要性をキープしていたが、旅客運送の場合、ホルカ-ヴァングリニッツ間に列車が1945年以後通行しなかった。

### ドイツ国営鉄道（東ドイツ）
1946年二番目の線路が戦争賠償の名目で撤去された。ニースキ - シュヴァルツ区間で、ソルブ語の地名が駅名標に併記され、東ドイツ鉄道の時刻表にも表示された。
1960年代初期にウーイスト - ローザ区間はローザ褐炭地層の露出のため、移設される必要があった。1962年1月11日移設工事は完了した。1985年10月にロースラウ - コースヴィヒ区間が電化され、電気運転区間は1986年9月にファルケンベルクまで拡張された。ラウジッツ地域の石炭輸送が隆盛になったので、東への電化が進行された。1988年4月1日電気運転はクナイッペンローデ貨物駅まで実現された。

### ドイツ鉄道

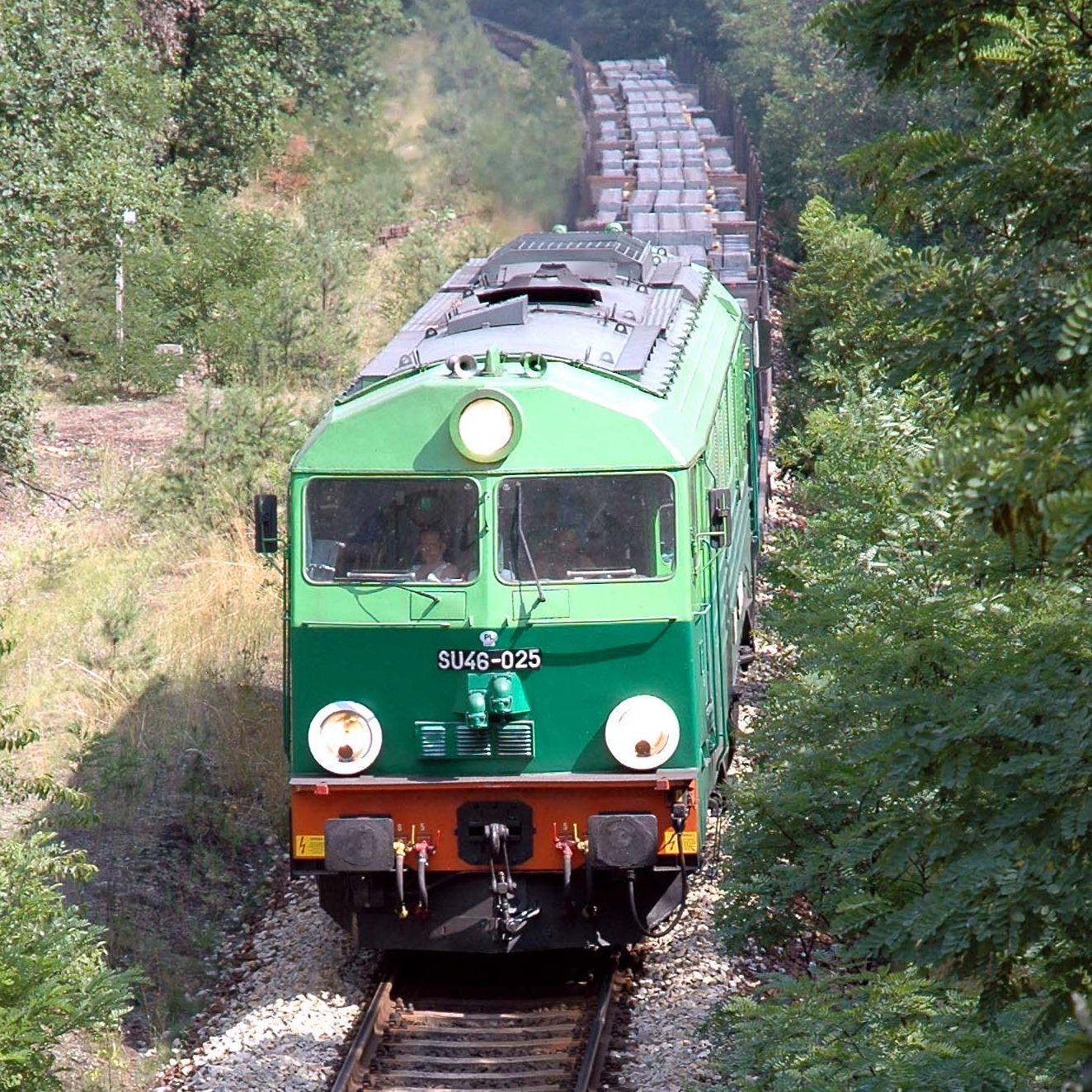
SU46機関車が牽引する貨物列車（2004、ホルカ）

1999年ポーランドが北大西洋条約機構へ加入して、この路線も北海の港と上シュレジエン工業地区を結ぶ回廊となった。貨物運送の需要は増加する傾向があって、2001年12月には国境線とクナイッペンローデの区間の複線化および電化工事は完了した。しかしホルカ - ニースキ間の旅客列車路線が2002年12月14日に廃止された。
2010年12月からクリア-ホイスト区間はラウジッツ・中部ドイツ鉱業管理会社のジルベン湖岸の安定化工事のため封鎖された。工事期間では湖の東側斜面に隣接する線路は使用できないほど危険であった。2012年3月8日に湖の地滑りがおよそ200 mほど発生して、工事期限は2016年初めまで延長された。2016年12月7日にラウジッツ・ナイセ鉄道橋が新たに完工して、その日以来ヴェン　グリニッチ - ホルカ間では列車の複線線路の通行が可能となった。しかしドイツ側の電化は、線路の改修およびジルバー湖の地滑りのため、2018年末まで延期された。
2018年10月29日国境線 - クナッペンローデ間には全般的に改修されて、主な内容は停車駅の再開場、ローザの変電所設置、鉄道橋の改築および立体交差の新築、五つの運転指令所・GSM-Rの設置であった。総費用はおよそ5億2000万ユーロであった。2018年12月の定期時刻表変更の際に東ドイツ鉄道（Ostdeutsche Eisenbahn, ODEG）の路線が導入された。

## 運行形態
地域運送の場合、ニースキ - ウーイスト区間はオーバーラウジッツ＝ニーダーシュレジエン運輸連合・組合 (Zweckverband Verkehrsverbund Oberlausitz-Niederschlesien, ZVON) の、ローザ - ラウト区間はオーバーエルベ運輸連合（Verkehrsverbund Oberelbe, VVO）の運賃システム管轄区域である。ホーゼーナ - フェルマースヴァルデ区間の運賃システムはベルリン＝ブランデンブルク運輸連合（Verkehrsverbund Berlin-Brandenburg）により、ファルケンベルク - ロースラウ区間の運賃システムは中部ドイツ運輸連合（Mitteldeutscher Verkehrsverbund, MDV）により管理されている。
- 快速列車（RE 11）: ホイエルスヴェルダ - シュヴァルツコルム - ラウタ - ホーゼーナ - ルーラント - ラウフハンマー - プレッサー - エルスターヴェルダ・ビーラ - バート・リーベンヴェルダ - ファルケンベルク - アイレンブルク - ライプツィヒ。120分ごとに運行[14]。使用車両は463形電車。
- 快速列車（RE 13）: コトブス - ゼンフテンベルク - ルーラント - ラウフハンマー - プレッサー - エルスターヴェルダ・ビーラ - エルスターヴェルダ。120分ごとに運行（休日除外）[15]。
- 快速列車（RE 14）: ファルケンベルク - フェルマータ - アンナブルク - イェッセン - エルスター - ミューランカー - ルターシュタット・ヴィッテンベルク - コースヴィヒ - ロースラウ - デッサウ。月曜日から金曜日まで特定時間帯に運行（120分間隔）[16]。使用車両は1442形電車。
- 快速列車（RE 15）: ホイエルスヴェルダ - シュヴァルツコルム - ラウタ - ホーゼーナ - ルーラント - グロースヘリン・コトブス駅 - プリーステヴィッツ - コースヴィヒ - ドレスデン。120分ごとに運行[14]。
- 普通列車（RB 49）: コトブス - ゼンフテンベルク - ルーラント - ラウフハンマー - プレッサー - エルスターヴェルダ・ビーラ - バート・リーベンヴェルダ - ファルケンベルク。120分間隔[15]。使用車両は442形電車。
- 普通列車（RB 51）: ファルケンベルク - フェルマータ - アンナブルク - イェッセン - エルスター - ミューランカー - ルターシュタット・ヴィッテンベルク - グリーボ - コースヴィヒ - クリーケン - ロースラウ - デッサウ。60分/120分間隔。使用車両は1442形電車。
- 普通列車（RB 64）: ゲルリッツ - ニースキ - ペータースハイン - ミュッカー - クリッテン - ウーイスト - ローザ - ノイシュタット - ホイエルスヴェルダ。120分間隔[17]。使用車両はレギオシャトルRS1。